# 鶴咀

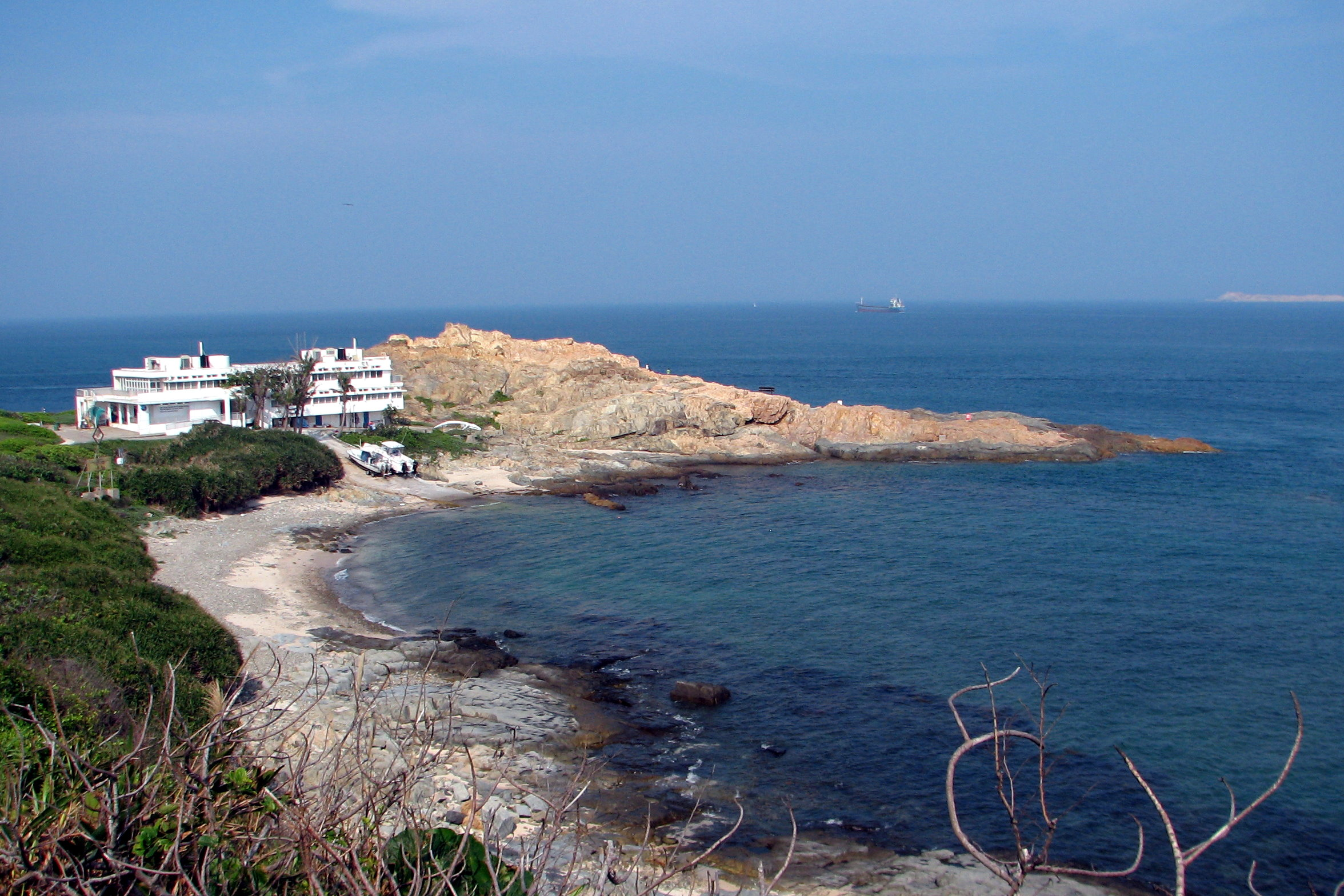
鶴咀

鶴咀（英語：Cape D'Aguilar，因而又譯德忌笠角）是香港的一個海角，位於香港島南區赤柱及石澳地區的鶴咀半島南端。

## 名稱
其命名取自曾任駐港英軍總司令和香港第一任副總督的德己立爵士（Sir George Charles D'Aguilar）。在開埠初年，此處尚未被命名為德忌笠角，英文名稱由中文大浪頭，譯為Tylong Head。到了1845年出版的地圖，最末處（即今港大海洋科學研究所對出）已命名為Cape D'aguilar，唯村莊所在仍稱鶴咀灣（Hoktsuewan）。

## 設施
鶴咀有鶴咀道村，有小徑通向村中唯一一間士多「信記」，到達士多前首先要經過廢棄的1967年興建的鶴咀村學校及車廠，以及村中的二級歷史建築鶴咀村更樓。
鶴咀最著名的地點為於1875年落成的鶴咀燈塔和於1996年劃定鶴咀海岸保護區。因前往鶴咀海岸保護區的部分道路屬於發射站的禁區範圍，因此一般公眾不能隨意前往。
由於鶴咀使用的地震儀對週期一秒左右的震動最敏感，適合監測近距離的地震。所以香港天文台在該區設立了地震測量站，為香港天文台短週期地震台網九站之一。
電訊盈科在鶴咀設有海底電纜站。

## 近代歷史

### 戰前
1939年3月7日，鶴咀炮台開始有操習高射炮，為日軍入侵作好準備，此後有定期操炮，每次3-5小時並於報章刊載告知村民。

### 戰後

#### 1950年代
鶴咀海面開揚，大浪時有相當危險性，不止一次發生有人溺斃慘劇。1956年5月23日上午4時45分，一名英駐港第91中隊馬來亞隊的空軍士兵鴨都拿（即阿卜杜拉）在演習期間登陸時被海浪捲出海心，遭到溺斃。有其他隊員嘗試拯救但不果。九龍清真寺於25日為他舉辦追悼會，英籍同袍則於27日在啟德教堂舉行追悼儀式。

#### 1960年代
不少中國居民在60年代大逃港，其中一途是運載人蛇（偷渡客）的蛇船。1963年9月12日，有7人在鶴咀海面失蹤，其後陸續發現屍體，均持澳門證件，包括孕婦劉金愛，一屍兩命、男子徐湖增（26歲）、羅金松（16歲）以及一名女性。另有13人成功登陸但被捕，蛇船由澳門蛇頭策劃安排，到離岸三十餘碼處拋錨，再圖以舢舨載岸，但因超載再加風浪，所有人墮海，其中七人遇難。蛇頭見狀駛離，除13人蛇外的餘下7人失蹤，鶴咀下村村民往石澳警署報警，期後又聯同赤柱警署人員往鶴咀嶺一帶山野搜索，又調派水警輪巡邏。14日，警方在香港仔逮捕一涉案男子，15日凌晨4時25分，警方在西貢孟屋村一石屋捕獲一男一女，包括28歲的吳禮明。香港警方又派警探赴澳，與司法警、水警及移民警接觸及搜集資料，但無甚結果。24日，港方將11名生還蛇客送上佛山輪，移交給澳門。此事發生在1962年11月28日的柴灣蛇船慘劇之後，引起關注，該次事件有40名乘客，其中32人被溺斃，包括21名婦女及11名小童。偷渡情況依然嚴重，不少仍是澳門屈蛇界的船隻。1964年4月17日凌晨三時許，又再有載著30男、5女及3小童的60呎蛇船駛至鶴咀海面，見警方使用照明彈就跳船不理船上人蛇，以至蛇船幾乎觸礁。7月，該船1名被捕船員被判監禁18個月
1962年，鶴咀村開始有正式建立村校的計劃。1965年1月，華民政務司麥道軻稱政府正覓地及籌募基金，為鶴咀村興建小學。經兩年籌備，1967年2月16日，大東電報局總經理蘇以德主持校舍奠基儀式。當時約有57戶300居民，主要受僱於大東電報局，半數是兒童，部分在鶴咀的臨時學校、筲箕灣或石澳就讀。校舍佔地11250平方呎，預計在4月落成，建築費63400元，大東電報局出資23000元，政府津貼31700元，餘額由村民籌募。校舍設一課室，但上下午班合共可容90名學童。奠基禮有華民政務司何禮文伉儷、蘇以德伉儷、首席副華民政務司徐家祥、則師司徒惠議員、副教育司金寶、副華民政務司吳國泰、華民政務司官員吳錦澄等，以及身兼鶴咀村居民福利會主席的籌校委員會主席朱兆華等人出席。
1967年7月，香港大學的麥基教授計劃在鶴咀興建高達100呎、佔地60呎乘30呎的建築物，以研究颱風對多層建築物的搖動影響，費用為200萬元，部分由納菲爾德基金會、英國鋼鐵業聯會海外發展部、土木工程研究會及香港大學，以及港府負責。
1968年7月，由大東電報局興建的單層建築物——鶴咀電訊發射台建成，有八組發射機及六條天線的天線部，可供傳遞啟德機場發出的工作消息及口頭氣象廣播予東南亞飛行中的航機，取代紅磡的發射台。鶴咀發射台發送遠距離電報是使用單錐型寬頻帶天線及對數式寬頻帶方向性天線發送的。
1969年1月，大東電報局表示同年5月建成鶴咀人造衛星聯絡站（現稱鶴咀衛星通訊站）後，香港可接收來自美國、澳洲、日本及泰國的無線電視訊號。

#### 1970年代
1974年12月，10名柴灣男街坊於12月8日早茗後乘車到石澳附近，至下午2時在鶴咀垂釣，其中男子王協榮（26歲）被浪捲下海，三人拯救，兩名拯救者王健強及伍柏禮及王協榮均回到岸上但一名拯救者柴灣居民王潤元（22歲）失蹤，其餘各人往大東電報局職員宿舍借救生設備及報警。警察及消防出動打撈但不果。
1975年11月25日上午10時，位於鶴咀與螺洲之間的航道上、安裝在花崗石塔的一座強力導航燈啟用，裝有250瓦特的注碘鎢絲燈泡，天氣晴朗時該燈之白光可照至十哩遠。
鶴咀位處偏僻，除了有人曾經在此藏毒品，也有人匿藏可製毒品的原料。1977年1月，警方毒品調查科接獲線報，在鶴咀村附近沙灘搜出十罐無水醋酸，共200公斤，並有蠟封住罐口以免氣味飄揚。警方並追偵匿藏原料在此的人士。該批原料可製作價值8000萬、重660磅的海洛英。

#### 1980年代
1980年4月，香港置地計劃收購有二百多年歷史的鶴咀村土地，並發展成佔地13畝的高尚住宅區，設75幢獨立複式洋房、泳池及網球場等，原預計1983年完成，唯遭無地契的村民反對，最後擱置。報道稱該村最初由幾戶朱姓人家建立，至1980年已發展至六十多戶居民，但只得姓朱的人家有地契，大部分村民以種菜及養豬維生，村內炮台廢棄，小學亦已停辦。無地契的村民稱一定要發展商撥地建屋，縱有賠錢也不願搬走。
1981年1月18日下午2時15分，黃色灰底、長70呎、編號203的中國海關炮艇進入鶴咀對開海面，被水警6號水警輪發現。該炮艇在鶴咀與果洲群島之間逡巡，炮艇後拖著一艘40呎長、尾部懸有15699字樣之木船。逗留2個多小時後，於4時30分往珠江方向離去。
1983年3月，立法局議員陳鑑泉曾建議在鶴咀以東10公里以外填海製造一個島嶼興建新機場，擬議的工程為3公里寬，北為大頭洲，南為狗髀洲，向東延伸至香港水域最東處，形成75平方公里的人工島，又建議機場設於島的東面，呈圓形，並設3條5.6公里長的跑道。陳又認為赤鱲角選址並非十全十美。最後沒有人理會陳的建議。
1983年11月又發生如1974年的慘劇。6日，4名男子在鶴咀坑附近釣魚，中午12時許，譚家華（30歲）奮不顧身拯救墮海且不諳泳術的黃迺包（31歲），唯兩人均遭不幸，黃送院不治，譚則失蹤。胞弟黃迺麟及一名羅姓男子無力拯救，只得報警。水警輪到場後發現黃迺包，抵院時不治。
偷渡潮沒有因改革开放結束。1986年8月9日，載有百多名台山人的木船中午登陸鶴咀，大東電報局宿舍看更目擊，迅即報警。警方出動直升機，至晚間共拘獲90人，分別為78男5女5小童，以及接應的貨車司機及跟車工人。
1987年5月8日，長70呎的中國饒平縣水運公司貨船「建機二十」載滿啤酒及日常用品，離港北上，至下午4時，貨船至鶴咀海面因風高浪急而沉沒，7名船員棄船逃生，水警輪80號路經並搶救船員，兩人送院。

### 太古海洋科學研究所
1989年10月，香港大學決定在鶴咀設立海洋科學研究所，並開始動工，由太古集團捐贈1170萬元，設有每分鐘泵送海水流量50加侖的大型水族箱，設三個辦公室、一個容納40人的研討室、一個小型圖書館，以及實驗室，另設有宿舍，內有10間連書桌的臥室，每間可住兩人，又有廚房、飯廳等。宿舍建於荒廢了的燈塔看更宿舍。10月，太古集團的施懷雅（John Swire）及港大時任校長王赓武出席奠基儀式。1990年10月，由施懷雅、王賡武及Brian S Morton教授（研究所所長）主持開幕禮，稱為太古海洋實驗室。1994年，研究所擴建，由中科院南海海洋研究所曲格平教授、施懷雅及王賡武主持擴建儀式，並正式命名為太古海洋科學研究所。2004年，研究所再次翻新，亦由太古集團出資。翻新儀式有切燒豬環節，由港大時任校長徐立之及太古集團時任主席何禮泰主持。

## 區議會議席分佈
為方便比較，以下列表以鶴咀道沿線為範圍。
| 年度/範圍  | 2000-2003      | 2004-2007      | 2008-2011      | 2012-2015      | 2016-2019@@2020-2023 |                |
| ---------- | -------------- | -------------- | -------------- | -------------- | -------------------- | -------------- |
| 鶴咀道沿線 | 赤柱及石澳選區 | 赤柱及石澳選區 | 赤柱及石澳選區 | 赤柱及石澳選區 | 赤柱及石澳選區       | 赤柱及石澳選區 |

註：以上主要範圍尚有其他細微調整（包括編號），請參閱有關區議會選舉選區分界地圖及條目。

## 外部連結
- 蘋果日報：鶴咀 海角回憶（轉載） （页面存档备份，存于）